# Küchen Aktuell
Die Küchen Aktuell GmbH mit Sitz in Braunschweig ist ein deutsches Küchenfachmarktunternehmen. Das Unternehmen beschäftigt etwa 1.400 Mitarbeiterinnen und Mitarbeiter an 17 Standorten, davon ca. 200 in Braunschweig. Weitere Standorte sind in den Bundesländern Niedersachsen, Hamburg, Berlin, Nordrhein-Westfalen, Rheinland-Pfalz, Schleswig-Holstein, Hessen und Baden-Württemberg.

## Geschichte
Die Küchen Aktuell GmbH mit Sitz in Braunschweig ist ein deutsches Familienunternehmen und betreibt derzeit 17 Küchenfachmärkte mit ca. 1.400 Mitarbeiterinnen und Mitarbeiter. Zu dem Unternehmen gehören neben den 17 Verkaufsfilialen in den Bundesländern Niedersachsen, Hamburg, Berlin, Nordrhein-Westfalen, Rheinland-Pfalz, Schleswig-Holstein und Hessen auch 12 Logistik-Standorte, die teilweise an eine Filiale angebunden sind.
Der Küchenfachmarkt ist unter anderem zum wiederholten Male vom Deutschen Institut für Service-Qualität GmbH & Co.KG in Zusammenarbeit mit dem Nachrichtensender n-tv zum Testsieger unter den Küchenfachmärkten ernannt worden.
Das Unternehmen wurde 1996 von Karl Schmidt und Claus Küpers mit nur sechs Mitarbeitern in Braunschweig gegründet. Nach der Eröffnung in Braunschweig folgte 1997 die Eröffnung der Filiale in Hannover-Garbsen und 1998 die Eröffnung des Küchenfachmarktes in Hannover-Isernhagen. Im darauffolgenden Jahr wurde der erste Fachmarkt in Hamburg eröffnet. 2001 folgte die Inbetriebnahme des Standorts Halstenbek und Hildesheim. Ein Jahr später wurden die nächsten zwei Küchenfachmärkte in Mülheim-Kärlich und Lübeck eröffnet, 2003 in Buchholz i. d. Nordheide. 2004 begann Küchen Aktuell mit dem Bau von 2-etagigen Fachmärkten. Der erste Standort der neuen Generation der Fachmärkte wurde in Halstenbek bei Hamburg gebaut. Im Jahr 2005 wurde mit Krefeld die erste Filiale im Westen eröffnet. Nach einem weiteren Jahr wurde 2006 ebenfalls Berlin erschlossen mit einer Filiale in Berlin-Tempelhof. 2010 folgten die Eröffnungen von drei weiteren Küchenfachmärkten in Wuppertal, Berlin-Spandau und Düsseldorf. Es folgte 2014 ein weiterer Standort in Bornheim und 2017 die Neueröffnung des Neubaus in Hannover. In diesem Zuge wurden die Filialen in Hannover-Garbsen und Hannover-Isernhagen geschlossen. Im März 2021 wurde in Hanau der erste Küchenfachmarkt in Hessen eröffnet.
Im September 2022 folgte der erste Küchenfachmarkt in Baden-Württemberg. Im Rhein-Main-Gebiet folgte im September 2023 ein 17. Küchenfachmarkt in Weiterstadt.

## Ausbildung
Seit 1999 bildet die Küchen Aktuell GmbH Auszubildende aus. Das Unternehmen bietet eine Berufsausbildung als Einzelhandelskauffrau/-mann im Küchenhandel sowie die Möglichkeit zum dualen Studium (Bachelor auf Arts mit Berufsausbildung) in Kooperation mit der Welfenakademie Braunschweig. Darüber hinaus wird die Ausbildung zur Fachkraft für Möbel-, Küchen- und Umzugsservice angeboten.
Das Qualifizierungskonzept der Küchen Aktuell GmbH wird durch den errichteten Förderkreis für ambitionierte Auszubildende ab dem zweiten Ausbildungsjahr und ein Weiterbildungsangebot zum Handelsfachwirt für herausragende Ausbildungsabsolventen nach einjähriger Berufserfahrung abgerundet. Mit dem Umbau und der Neueröffnung am Standort Braunschweig im Jahr 2012 wurde zusätzlich ein Ausbildungszentrum mit integrierter Apartmentanlage gebaut. Derzeit werden über 140 junge Nachwuchskräfte bundesweit gefördert.